# رودکوو
رودکوو (به چکی: Rodkov) یک منطقهٔ مسکونی در جمهوری چک است که در ناحیه ژدار ناد سازاووو واقع شده‌است. رودکوو ۳٫۲۱ کیلومتر مربع مساحت و ۹۸ نفر جمعیت دارد و ۵۲۰ متر بالاتر از سطح دریا واقع شده‌است.